# Sangre azul (telenovela)
Sangre azul es una telenovela venezolana de época, realizada por RCTV en el año de 1979, escrita por Julio César Mármol y José Ignacio Cabrujas. Fue protagonizada por Pierina España, José Luis Rodríguez, Jean Carlo Simancas y Carmen Julia Álvarez. 

## Trama
En una Venezuela de mediados del siglo XIX en plena Guerra Civil, vive Mariana, la bella hija mayor del Marqués de Granados, a quien el momento histórico la tiene sin cuidado y sólo busca divertirse y coquetear con cuanto joven se le acerca Aunque en el fondo es muy noble, Mariana era mal vista por la sociedad por su actitud frívola ante la vida y su empeño de ser siempre el centro de atención, especialmente de los hombres, esa personalidad cautivó a un recio y apuesto militar llamado José Antonio, a quien Mariana trataba con altivez y el correspondía del mismo modo a los desprecios y salidas airadas de la muchacha, y ese desplante de José Antonio despertó en ella una Pasión profunda,en la fiesta de compromiso, de José Antonio y Mariana, acuse María Teresa la antigua novia de José Antonio y le dice que está embarazada, José Antonio se casa con María Teresa, una muchacha sencilla y frágil. La tragedia se posa en el seno de la familia de Mariana, muere su madre y su padre queda en la ruina, por lo que ella da un cambio en su manera de ser, se convierte en una mujer responsable, fuerte y decidida, se hace la tarea de sacar a flote la hacienda familiar, contando con el apoyo de José Antonio, ellos se aman, pero él no puede abandonar a la dulce María Teresa quien muere al dar a luz, no sin antes pedirle a Mariana que se encargue de su esposo y su hijo, tras esto Mariana y José Antonio deciden casarse y ser felices.

## Elenco
- Pierina España -  Mariana Granados
- José Luis Rodríguez - Capitán José Antonio Casal
- Jean Carlo Simancas -  Comandante Armando Belmonte
- Carmen Julia Álvarez -  María Teresa
- María Teresa Acosta - Doña Juana Bautista
- Grecia Colmenares - María de los Ángeles Granados
- Zulay García - Leonor Granados
- Tomás Henríquez - Padre Cándido Medardo
- Agustina Martín - Doña Adelaida De Granados
- Linda Olivier
- Hugo Pimentel - Don Felipe Marqués Granados
- Hazel Leal - Victoria Granados
- Javier Vidal - David Granados
- Eduardo Cortina - Don Tarcisio Granados
- Julio Jung
- Arturo Calderón - Galileo Guaramato "Cuaima"
- Yajaira Orta
- Erick Noriega
- Julio Bernal - General Juan Pablo "Tormenta"
- Pedro Durán -  Sebastián
- Rafael Cabrera - General
- Martha Olivo - Nana Clotilde
- Felipe Mundarain - Empleado
- Augusto Mudarra - Empleado

## Retransmisión en Venezuela
- El canal RCTV retransmite la telenovela desde el 4 de septiembre de 1992 de lunes a sábado a la 1:00 p. m., sustituyendo a la retransmisión de La dueña con Amanda Gutiérrez y Leopoldo Regnault.
- El último capítulo se emite el 29 de septiembre de 1992 y es sucedida por Kassandra con Coraima Torres y Osvaldo Ríos.

- Datos: Q6120079